# Vicia murbeckii
Vicia murbeckii är en ärtväxtart som beskrevs av René Charles Maire. Vicia murbeckii ingår i släktet vickrar, och familjen ärtväxter. Inga underarter finns listade i Catalogue of Life.